# کوپا آمریکا

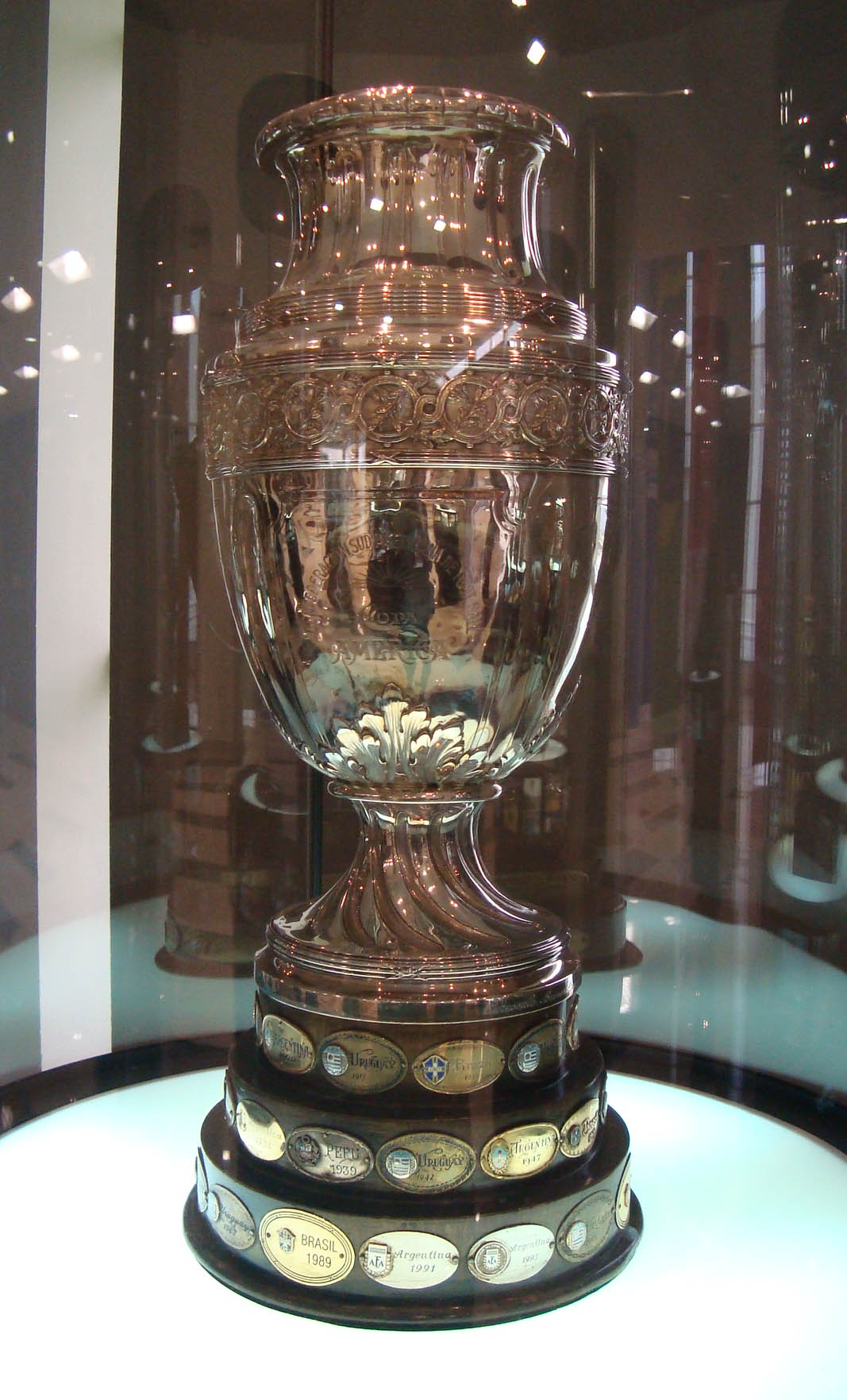

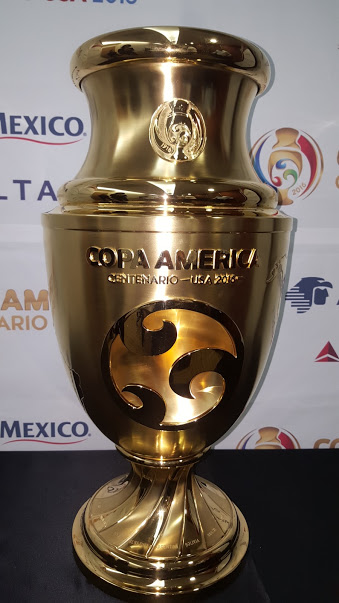

کوپا آمِریکا (به لاتین: Copa América) یک رویداد چندجانبهٔ بین‌المللی فوتبال است که کنفدراسیون فوتبال آمریکای جنوبی (کونمبول) آن را برگزار می‌کند. قهرمان این جام، قهرمان آمریکای جنوبی در رشته فوتبال است.
نخستین دوره این رقابت‌ها در سال ۱۹۱۶ برگزار شد.این تورنمنت با وجود آنکه بارها در نام آن، روش برگزاری و تاریخ مسابقات تغییرات داده شده اما همچنان در جریان بوده و  قدیمی ترین جام معتبر بین المللی در فوتبال جهان است. از دههٔ ۱۹۹۰، تیم‌هایی از آمریکای شمالی و آسیا نیز دعوت شده‌اند تا در این مسابقه شرکت کنند.
از سال ۱۹۹۳، مسابقات به‌طور کلی شامل ۱۲ تیم شد، که در ۳ گروه ۴ تیمی (همهٔ ۱۰ تیم کونمبول و دو تیم اضافی از دیگر کنفدراسیون‌ها) در یکی از کشورهای عضو  به عنوان میزبان برگزار می‌شود. مکزیک از سال ۱۹۹۳ به بعد در همه مسابقات شرکت کرده‌است، به اضافهٔ یک تیم دیگر از کونکاکاف که معمولاً متغیر است. در سال ۱۹۹۹، ژاپن و در سال ۲۰۱۹ ژاپن و قطر از ای‌اف‌سی دعوت شدند و جدول ۱۲ تیمه رقابت‌ها را پر کردند.
|  |  |  |

از آن‌جا که تعداد اعضای این کنفدراسیون فقط ۱۰ کشور است در هر دوره ۲ تیم از دیگر کنفدراسیون‌های عضو فیفا به این مسابقات دعوت می‌شوند.
از ۱۹۹۳ تا ۲۰۱۶ مکزیک همواره یکی از میهمانان این مسابقه بوده‌است.
در طول ۴۷ دوره برگزاری این مسابقات تیم ملی فوتبال آرژانتین  ۱۶ دوره بر مسند قهرمانی تکیه زده و رکورد دار است  اروگوئه که  به مدت ۲۶ سال  (۱۹۹۵ تا  ۲۰۲۱ ) با ۱۵ عنوان قهرمانی موفق‌ترین تیم بود در کمتر از ۴ سال  جایگاه خود را  به آرژانتین واگذار کرد . تیم ملی فوتبال برزیل با ۹ قهرمانی، پاراگوئه و پرو و شیلی با ۲ قهرمانی و کلمبیا و بولیوی با ۱ قهرمانی در رده‌های بعدی قرار دارند.
در میان ۳ تیم  اول کوپا آمریکا،  پایین ترین نوسان را اروگوئه دارد. این تیم  با ۱۶ سال انتظار  (۱۹۶۷ تا ۱۹۸۳ )  کمترین زمان را برای کسب مجدد قهرمانی سپری کرده است. ناکامی تیم ملی  آرژانتین دو برابر اروگوئه است.  آنها  به مدت ۳۲ سال   ( ۱۹۵۹ تا ۱۹۹۱)  موفق به کسب قهرمانی نشدند. در این میان برزیل طولانی ترین ناکامی را دارد. برزیل که درسال ۱۹۴۹ به قهرمانی دست یافت ۴۰ سال در حسرت کسب مجدد جام باقی ماند تا اینکه در سال ۱۹۸۹  قهرمان شد.

## مهمترین دوره
در میان تمامی دوره های کوپا آمریکا ، چهل و پنجمین دوره که درسال  ۲۰۱۶  و به نام کوپا آمریکای قرن  برگزار شد مهمترین و فاخرترین جام بود.  با توجه به اینکه کوپا آمریکا قدیمی ترین جام بین المللی در جهان است در سال ۲۰۱۶ یکصدمین سال این رقابتها به صورت ویژه با همکاری سه کنفدراسیون و با حضور ۱۶ تیم قاره آمریکا در کشور ایالات متحده با جام اختصاصی و مختص به همین مسابقات برگزار شد. مهمترین و ارزشمندترین دوره ای که کوپا آمریکا قرن نام گرفت. جام قهرمانی جدیدی ساخته و قرار شد قهرمان برای همیشه جام را  به خانه ببرد. به دلیل ارزشمندی این دوره ،تیم‌ها با تمام قوا  در این رقابت‌ها حاضر شدند و در میان مدعیان بزرگ و کوچک  تیم ملی فوتبال شیلی  باشکست آرژانتین این جام  را تصاحب کرد.

## نتایج
جام ملت‌های آمریکای جنوبی
| ۱  | ۱۹۱۶ جزئیات | آرژانتین | اروگوئه  | [ A ]      | آرژانتین | برزیل    | [ A ] | شیلی     |
| ۲  | ۱۹۱۷ جزئیات | اروگوئه  | اروگوئه  | [ A ]      | آرژانتین | برزیل    | [ A ] | شیلی     |
| ۳  | ۱۹۱۹ جزئیات | برزیل    | برزیل    | 1–0 (و.ا.) | اروگوئه  | آرژانتین | [ A ] | شیلی     |
| ۴  | ۱۹۲۰ جزئیات | شیلی     | اروگوئه  | [ A ]      | آرژانتین | برزیل    | [ A ] | شیلی     |
| ۵  | ۱۹۲۱ جزئیات | آرژانتین | آرژانتین | [ A ]      | برزیل    | اروگوئه  | [ A ] | پاراگوئه |
| ۶  | ۱۹۲۲ جزئیات | برزیل    | برزیل    | 3–0        | پاراگوئه | اروگوئه  | [ A ] | آرژانتین |
| ۷  | ۱۹۲۳ جزئیات | اروگوئه  | اروگوئه  | [ A ]      | آرژانتین | پاراگوئه | [ A ] | برزیل    |
| ۸  | ۱۹۲۴ جزئیات | اروگوئه  | اروگوئه  | [ A ]      | آرژانتین | پاراگوئه | [ A ] | شیلی     |
| ۹  | ۱۹۲۵ جزئیات | آرژانتین | آرژانتین | [ A ]      | برزیل    | پاراگوئه | [ A ] | —        |
| ۱۰ | ۱۹۲۶ جزئیات | شیلی     | اروگوئه  | [ A ]      | آرژانتین | شیلی     | [ A ] | پاراگوئه |
| ۱۱ | ۱۹۲۷ جزئیات | پرو      | آرژانتین | [ A ]      | اروگوئه  | پرو      | [ A ] | بولیوی   |
| ۱۲ | ۱۹۲۹ جزئیات | آرژانتین | آرژانتین | [ A ]      | پاراگوئه | اروگوئه  | [ A ] | پرو      |
| ۱۳ | ۱۹۳۵ جزئیات | پرو      | اروگوئه  | [ A ]      | آرژانتین | پرو      | [ A ] | شیلی     |
| ۱۴ | ۱۹۳۷ جزئیات | آرژانتین | آرژانتین | 2–0        | برزیل    | اروگوئه  | [ A ] | پاراگوئه |
| ۱۵ | ۱۹۳۹ جزئیات | پرو      | پرو      | [ A ]      | اروگوئه  | پاراگوئه | [ A ] | شیلی     |
| ۱۶ | ۱۹۴۱ جزئیات | شیلی     | آرژانتین | [ A ]      | اروگوئه  | شیلی     | [ A ] | پرو      |
| ۱۷ | ۱۹۴۲ جزئیات | اروگوئه  | اروگوئه  | [ A ]      | آرژانتین | برزیل    | [ A ] | پاراگوئه |
| ۱۸ | ۱۹۴۵ جزئیات | شیلی     | آرژانتین | [ A ]      | برزیل    | شیلی     | [ A ] | اروگوئه  |
| ۱۹ | ۱۹۴۶ جزئیات | آرژانتین | آرژانتین | [ A ]      | برزیل    | پاراگوئه | [ A ] | اروگوئه  |
| ۲۰ | ۱۹۴۷ جزئیات | اکوادور  | آرژانتین | [ A ]      | پاراگوئه | اروگوئه  | [ A ] | شیلی     |
| ۲۱ | ۱۹۴۹ جزئیات | برزیل    | برزیل    | 7–0        | پاراگوئه | پرو      | [ A ] | بولیوی   |
| ۲۲ | ۱۹۵۳ جزئیات | پرو      | پاراگوئه | 3–2        | برزیل    | اروگوئه  | [ A ] | شیلی     |
| ۲۳ | ۱۹۵۵ جزئیات | شیلی     | آرژانتین | [ A ]      | شیلی     | پرو      | [ A ] | اروگوئه  |
| ۲۴ | ۱۹۵۶ جزئیات | اروگوئه  | اروگوئه  | [ A ]      | شیلی     | آرژانتین | [ A ] | برزیل    |
| ۲۵ | ۱۹۵۷ جزئیات | پرو      | آرژانتین | [ A ]      | برزیل    | اروگوئه  | [ A ] | پرو      |
| ۲۶ | ۱۹۵۹ جزئیات | آرژانتین | آرژانتین | [ A ]      | برزیل    | پاراگوئه | [ A ] | پرو      |
| ۲۷ | ۱۹۵۹ جزئیات | اکوادور  | اروگوئه  | [ A ]      | آرژانتین | برزیل    | [ A ] | اکوادور  |
| ۲۸ | ۱۹۶۳ جزئیات | بولیوی   | بولیوی   | [ A ]      | پاراگوئه | آرژانتین | [ A ] | برزیل    |
| ۲۹ | ۱۹۶۷ جزئیات | اروگوئه  | اروگوئه  | [ A ]      | آرژانتین | شیلی     | [ A ] | پاراگوئه |

### تحت عنوان کوپا آمریکا
| ۳۰ | ۱۹۷۵ جزئیات | Various             | پرو      | 0–1 / 2–1 Play-off: 1–0        | کلمبیا   | برزیل    | [ C ]      | اروگوئه             |
| ۳۱ | ۱۹۷۹ جزئیات | Various             | پاراگوئه | 3–0 / 0–1 Play-off: 0–0 (و.ا.) | شیلی     | برزیل    | [ C ]      | پرو                 |
| ۳۲ | ۱۹۸۳ جزئیات | Various             | اروگوئه  | 2–0 / 1–1                      | برزیل    | پاراگوئه | [ C ]      | پرو                 |
| ۳۳ | ۱۹۸۷ جزئیات | آرژانتین            | اروگوئه  | 1–0                            | شیلی     | کلمبیا   | ۲–۱        | آرژانتین            |
| ۳۴ | ۱۹۸۹ جزئیات | برزیل               | برزیل    | [ D ]                          | اروگوئه  | آرژانتین | [ E ]      | پاراگوئه            |
| ۳۵ | ۱۹۹۱ جزئیات | شیلی                | آرژانتین | [ F ]                          | برزیل    | شیلی     | [ G ]      | کلمبیا              |
| ۳۶ | ۱۹۹۳ جزئیات | اکوادور             | آرژانتین | 2–1                            | مکزیک    | کلمبیا   | ۱–۰        | اکوادور             |
| ۳۷ | ۱۹۹۵ جزئیات | اروگوئه             | اروگوئه  | 1–1 (۵–۳p)                     | برزیل    | کلمبیا   | ۴–۱        | ایالات متحده آمریکا |
| ۳۸ | ۱۹۹۷ جزئیات | بولیوی              | برزیل    | 3–1                            | بولیوی   | مکزیک    | ۱–۰        | پرو                 |
| ۳۹ | ۱۹۹۹ جزئیات | پاراگوئه            | برزیل    | 3–0                            | اروگوئه  | مکزیک    | ۲–۱        | شیلی                |
| ۴۰ | ۲۰۰۱ جزئیات | کلمبیا              | کلمبیا   | 1–0                            | مکزیک    | هندوراس  | ۲–۲ (۵–۴p) | اروگوئه             |
| ۴۱ | ۲۰۰۴ جزئیات | پرو                 | برزیل    | 2–2 (۴–۲p)                     | آرژانتین | اروگوئه  | ۲–۱        | کلمبیا              |
| ۴۲ | ۲۰۰۷ جزئیات | ونزوئلا             | برزیل    | 3–0                            | آرژانتین | مکزیک    | ۳–۱        | اروگوئه             |
| ۴۳ | ۲۰۱۱ جزئیات | آرژانتین            | اروگوئه  | 3–0                            | پاراگوئه | پرو      | ۴–۱        | ونزوئلا             |
| ۴۴ | ۲۰۱۵ جزئیات | شیلی                | شیلی     | 0–0 (و.ا.) (۴–۱p)              | آرژانتین | پرو      | ۲–۰        | پاراگوئه            |
| ۴۵ | ۲۰۱۶ جزئیات | ایالات متحده آمریکا | شیلی     | 0–0 (و.ا.) (۴–۲p)              | آرژانتین | کلمبیا   | ۱–۰        | ایالات متحده آمریکا |
| ۴۶ | ۲۰۱۹ جزئیات | برزیل               | برزیل    | ۳–۱                            | پرو      | آرژانتین | ۲–۱        | شیلی                |
| ۴۷ | ۲۰۲۱ جزئیات | برزیل°              | آرژانتین | ۱–۰                            | برزیل    | کلمبیا   | ۳–۲        | پرو                 |
| ۴۸ | ۲۰۲۴ جزئیات | ایالات متحده آمریکا | آرژانتین | ۱–۰                            | کلمبیا   | اروگوئه  | ۲–۲ (۴–۳p) | کانادا              |

- (و.ا.): در وقت‌های اضافی
- p: در ضربات پنالتی
- °: در سال ۲۰۲۱ ابتدا آرژانتین و کلمبیا به عنوان میزبان انتخاب شدند اما به دلیل کرونا از میزبانی انصراف دادند و میزبانی به برزیل رسید.

## خلاصه نتایج
| تیم                  | قهرمان | نایب قهرمان                                                                               | مقام سوم                                                 | مقام چهارم                                                              | حضور در نیمه نهایی |
| -------------------- | --- | ----------------------------------------------------------------------------------------- | -------------------------------------------------------- | ----------------------------------------------------------------------- | ------------------ |
| آرژانتین             | ۱۶ (۱۹۲۱ *, ۱۹۲۵ *, ۱۹۲۷, ۱۹۲۹ *, ۱۹۳۷ *, ۱۹۴۱, ۱۹۴۵, ۱۹۴۶ *, ۱۹۴۷, ۱۹۵۵, ۱۹۵۷, ۱۹۵۹ *, ۱۹۹۱, ۱۹۹۳ *, ۲۰۲۱، ۲۰۲۴) | ۱۴ (۱۹۱۶ *, ۱۹۱۷, ۱۹۲۰, ۱۹۲۳, ۱۹۲۴, ۱۹۲۶, ۱۹۳۵, ۱۹۴۲, ۱۹۵۹, ۱۹۶۷, ۲۰۰۴, ۲۰۰۷, ۲۰۱۵, ۲۰۱۶) | ۵ (۱۹۱۹, ۱۹۵۶, ۱۹۶۳, ۱۹۸۹, ۲۰۱۹ )                        | ۲ (۱۹۲۲, ۱۹۸۷ *)                                                        | 37                 |
| اروگوئه              | ۱۵ (۱۹۱۶, ۱۹۱۷ *, ۱۹۲۰, ۱۹۲۳ *, ۱۹۲۴ *, ۱۹۲۶, ۱۹۳۵, ۱۹۴۲ *, ۱۹۵۶ *, ۱۹۵۹, ۱۹۶۷ *, ۱۹۸۳, ۱۹۸۷, ۱۹۹۵ *, ۲۰۱۱)       | ۶ (۱۹۱۹, ۱۹۲۷, ۱۹۳۹, ۱۹۴۱, ۱۹۸۹, ۱۹۹۹)                                                    | ۹ (۱۹۲۱, ۱۹۲۲, ۱۹۲۹, ۱۹۳۷, ۱۹۴۷, ۱۹۵۳, ۱۹۵۷, ۲۰۰۴ ،۲۰۲۴) | ۶ (۱۹۴۵, ۱۹۴۶, ۱۹۵۵, ۱۹۷۵, ۲۰۰۱, ۲۰۰۷)                                  | 36                 |
| برزیل                | ۹ (۱۹۱۹ *, ۱۹۲۲ *, ۱۹۴۹ *, ۱۹۸۹ *, ۱۹۹۷, ۱۹۹۹, ۲۰۰۴, ۲۰۰۷, ۲۰۱۹ *)                                                | ۱۲ (۱۹۲۱, ۱۹۲۵, ۱۹۳۷, ۱۹۴۵, ۱۹۴۶, ۱۹۵۳, ۱۹۵۷, ۱۹۵۹, ۱۹۸۳, ۱۹۹۱, ۱۹۹۵, ۲۰۲۱ *)             | ۷ (۱۹۱۶, ۱۹۱۷, ۱۹۲۰, ۱۹۴۲, ۱۹۵۹, ۱۹۷۵, ۱۹۷۹)             | ۳ (۱۹۲۳, ۱۹۵۶, ۱۹۶۳)                                                    | 31                 |
| پاراگوئه             | ۲ (۱۹۵۳, ۱۹۷۹) | ۶ (۱۹۲۲, ۱۹۲۹, ۱۹۴۷, ۱۹۴۹, ۱۹۶۳, ۲۰۱۱)                                                    | ۷ (۱۹۲۳, ۱۹۲۴, ۱۹۲۵, ۱۹۳۹, ۱۹۴۶, ۱۹۵۹, ۱۹۸۳)             | ۷ (۱۹۲۱, ۱۹۲۶, ۱۹۳۷, ۱۹۴۲, ۱۹۶۷, ۱۹۸۹, ۲۰۱۵)                            | 22                 |
| شیلی                 | ۲ (۲۰۱۵ *, ۲۰۱۶)                                                                                                  | ۴ (۱۹۵۵ *, ۱۹۵۶, ۱۹۷۹, ۱۹۸۷)                                                              | ۵ (۱۹۲۶ *, ۱۹۴۱ *, ۱۹۴۵ *, ۱۹۶۷, ۱۹۹۱ *)                 | ۱۱ (۱۹۱۶, ۱۹۱۷, ۱۹۱۹, ۱۹۲۰ *, ۱۹۲۴, ۱۹۳۵, ۱۹۳۹, ۱۹۴۷, ۱۹۵۳, ۱۹۹۹, ۲۰۱۹) | 22                 |
| پرو                  | ۲ (۱۹۳۹ *, ۱۹۷۵)                                                                                                  | ۱ (۲۰۱۹)                                                                                  | ۸ (۱۹۲۷ *, ۱۹۳۵ *, ۱۹۴۹, ۱۹۵۵, ۱۹۷۹, ۱۹۸۳, ۲۰۱۱, ۲۰۱۵)   | ۶ (۱۹۲۹, ۱۹۴۱, ۱۹۵۷ *, ۱۹۵۹, ۱۹۹۷, ۲۰۲۱)                                | 17                 |
| کلمبیا               | ۱ (۲۰۰۱ *) | ۲ (۱۹۷۵، ۲۰۲۴)                                                                            | ۵ (۱۹۸۷, ۱۹۹۳, ۱۹۹۵, ۲۰۱۶, ۲۰۲۱)                         | ۲ (۱۹۹۱, ۲۰۰۴)                                                          | 10                 |
| بولیوی               | ۱ (۱۹۶۳ *) | ۱ (۱۹۹۷ *)                                                                                | —                                                        | ۲ (۱۹۲۷, ۱۹۴۹)                                                          | 4                  |
| مکزیک^               | — | ۲ (۱۹۹۳, ۲۰۰۱)                                                                            | ۳ (۱۹۹۷, ۱۹۹۹, ۲۰۰۷)                                     | —                                                                       | 5                  |
| هندوراس^             | — | —                                                                                         | ۱ (۲۰۰۱)                                                 | —                                                                       | 1                  |
| اکوادور              | — | —                                                                                         | —                                                        | ۲ (۱۹۵۹ *, ۱۹۹۳ *)                                                      | 2                  |
| ایالات متحده آمریکا^ | — | —                                                                                         |                                                          | ۲ (۱۹۹۵, ۲۰۱۶ *)                                                        | 2                  |
| ونزوئلا              | — | —                                                                                         | —                                                        | ۱ (۲۰۱۱)                                                                | 1                  |
| کانادا               | — | —                                                                                         | —                                                        | ۱ (۲۰۲۴)                                                                | 1                  |

*=میزبان
^=دعوت شده

## میزبان ها
| میزبان      | تعداد میزبانی | سال های میزبانی                                              |
| ----------- | ------------- | ------------------------------------------------------------ |
| آرژانتین    | ۹             | ۱۹۱۶ ، ۱۹۲۱ ، ۱۹۲۵ ، ۱۹۲۹ ، ۱۹۳۷ ، ۱۹۴۶ ، ۱۹۵۹ ، ۱۹۸۷ ، ۲۰۱۱ |
| اروگوئه     | ۷             | ۱۹۱۷ ، ۱۹۲۳ ، ۱۹۲۴ ، ۱۹۴۲ ، ۱۹۵۶ ، ۱۹۶۷ ، ۱۹۹۵               |
| شیلی        | ۷             | ۱۹۲۰ ، ۱۹۲۶ ، ۱۹۴۱ ، ۱۹۴۵ ، ۱۹۵۵ ، ۱۹۹۱ ، ۲۰۱۵               |
| برزیل       | ۶             | ۱۹۱۹ ، ۱۹۲۲ ، ۱۹۴۹ ، ۱۹۸۹ ، ۲۰۱۹ ، ۲۰۲۱                      |
| پرو         | ۶             | ۱۹۲۷ ، ۱۹۳۵ ، ۱۹۳۹ ، ۱۹۵۳ ، ۱۹۵۷ ، ۲۰۰۴                      |
| اکوادور     | ۳             | ۱۹۴۷ ، ۱۹۵۹ ، ۱۹۹۳                                           |
| بدون میزبان | ۳             | ۱۹۷۵ ، ۱۹۷۹ ، ۱۹۸۳                                           |
| بولیوی      | ۲             | ۱۹۶۳ ، ۱۹۹۷                                                  |
| امریکا      | ۲             | ۲۰۱۶ ، ۲۰۲۴                                                  |
| پاراگوئه    | ۱             | ۱۹۹۹                                                         |
| کلمبیا      | ۱             | ۲۰۰۱                                                         |
| ونزوئلا     | ۱             | ۲۰۰۷                                                         |

## جدول مدال های کل ادوار جام ملتهای آمریکای جنوبی (کوپا)
| رتبه            | کشور            | طلا | نقره | برنز | مجموع |
| --------------- | --------------- | --- | ---- | ---- | ----- |
| ۱               | آرژانتین        | ۱۶  | ۰    | ۵    | ۲۱    |
| ۲               | اروگوئه         | ۱۵  | ۶    | ۱۰   | ۳۱    |
| ۳               | برزیل           | ۹   | ۱۲   | ۷    | ۲۸    |
| ۴               | پاراگوئه        | ۲   | ۶    | ۷    | ۱۵    |
| ۵               | شیلی            | ۲   | ۴    | ۵    | ۱۱    |
| ۶               | پرو             | ۲   | ۱    | ۸    | ۱۱    |
| ۷               | بولیوی          | ۱   | ۲    | ۰    | ۳     |
| ۸               | کلمبیا          | ۱   | ۱    | ۵    | ۷     |
| ۹               | مکزیک           | ۰   | ۲    | ۳    | ۵     |
| ۱۰              | هندوراس         | ۰   | ۰    | ۱    | ۱     |
| مجموع (۱۰ کشور) | مجموع (۱۰ کشور) | ۴۸  | ۳۴   | ۵۱   | ۱۳۳   |

## رده‌بندی کلی
| #  | تیم       | ح  | بازی | پ   | ت  | ش  | گ.ز | گ.خ | امتیاز |
| -- | --------- | -- | ---- | --- | -- | -- | --- | --- | ------ |
| ۱  | آرژانتین  | ۴۴ | ۲۰۸  | ۱۳۲ | ۴۳ | ۳۳ | ۴۸۳ | ۱۸۳ | ۴۳۹    |
| ۲  | اروگوئه   | ۴۶ | ۲۱۲  | ۱۱۵ | ۴۰ | ۵۷ | ۴۲۱ | ۲۲۶ | ۳۸۵    |
| ۳  | برزیل     | ۳۸ | ۱۹۵  | ۱۰۹ | ۴۱ | ۴۵ | ۴۳۵ | ۲۰۶ | ۳۶۸    |
| ۴  | شیلی      | ۴۱ | ۱۹۱  | ۶۷  | ۳۵ | ۸۹ | ۲۹۱ | ۳۱۷ | ۲۳۶    |
| ۵  | پاراگوئه  | ۳۹ | ۱۸۰  | ۶۴  | ۴۳ | ۷۳ | ۲۶۷ | ۳۱۱ | ۲۳۵    |
| ۶  | پرو       | ۳۴ | ۱۶۴  | ۵۸  | ۴۰ | ۶۶ | ۲۳۰ | ۲۵۸ | ۲۱۴    |
| ۷  | کلمبیا    | ۲۴ | ۱۳۰  | ۵۳  | ۲۶ | ۵۱ | ۱۵۴ | ۱۹۴ | ۱۸۵    |
| ۸  | بولیوی    | ۲۹ | ۱۲۲  | ۲۰  | ۲۶ | ۷۶ | ۱۰۹ | ۳۰۸ | ۸۶     |
| ۹  | اکوادور   | ۳۰ | ۱۳۰  | ۱۷  | ۲۸ | ۸۵ | ۱۳۹ | ۳۳۱ | ۷۹     |
| ۱۰ | مکزیک     | ۱۱ | ۵۱   | ۲۰  | ۱۴ | ۱۷ | ۶۷  | ۶۳  | ۷۴     |
| ۱۱ | ونزوئلا   | ۲۰ | ۷۴   | ۱۱  | ۱۸ | ۴۵ | ۵۹  | ۱۸۲ | ۵۱     |
| ۱۲ | کاستاریکا | ۶  | ۲۰   | ۶   | ۴  | ۱۰ | ۱۹  | ۳۵  | ۲۲     |
| ۱۳ | آمریکا    | ۵  | ۲۱   | ۶   | ۲  | ۱۳ | ۲۱  | ۳۲  | ۲۰     |
| ۱۴ | هندوراس   | ۱  | ۶    | ۳   | ۱  | ۲  | ۷   | ۵   | ۱۰     |
| ۱۵ | پاناما    | ۲  | ۷    | ۳   | –  | ۴  | ۱۰  | ۲۰  | ۹      |
| ۱۶ | کانادا    | ۱  | ۶    | ۱   | ۳  | ۲  | ۴   | ۷   | ۶      |
| ۱۷ | ژاپن      | ۲  | ۶    | –   | ۳  | ۳  | ۶   | ۱۵  | ۳      |
| ۱۸ | قطر       | ۱  | ۳    | –   | ۱  | ۲  | ۲   | ۵   | ۱      |
| ۱۹ | هائیتی    | ۱  | ۳    | –   | –  | ۳  | ۱   | ۱۲  | –      |
| ۲۰ | جامائیکا  | ۳  | ۹    | –   | –  | ۹  | ۱   | ۱۶  | –      |

- نکته: ح (حضور)، پ (برد)، ت (مساوی)، ش (باخت) گ.ز (گل زده)، گ.خ (گل خورده)